# 波旁 (行省)

波旁與現代行政區的比較圖。

波旁（法语：Bourbonnais 或 duché de Bourbon）是古代法国中部的一个行省，位于卢瓦尔河的左岸，其首府是穆兰，基本上相当于今天的阿列省及部分謝爾省，共有约8000平方公里面积。1327年波旁被提升为一个公爵领地。从这个领地诞生了后来占据法国、西班牙和卡斯蒂利亚王位的波旁王朝。这个公爵领地在法国大革命后被取消。